# Araneus bogotensis
Araneus bogotensis là một loài nhện trong họ Araneidae.
Loài này thuộc chi Araneus. Araneus bogotensis được Eugen von Keyserling miêu tả năm 1864.